# Karya Mukti (Rimba Melintang)
Karya Mukti is een bestuurslaag in het regentschap Rokan Hilir van de provincie Riau, Indonesië. Karya Mukti telt 2197 inwoners (volkstelling 2010).